# Gare de Schweighouse-sur-Moder
Gare de Schweighouse-sur-Moder vasútállomás Franciaországban, Schweighouse-sur-Moder településen.

## Vasútvonalak
Az állomást az alábbi vasútvonalak érintik:
- Haguenau–Hargarten - Falck-vasútvonal
- Steinbourg-Schweighouse-sur-Moder-vasútvonal

## Kapcsolódó állomások
A vasútállomáshoz az alábbi állomások vannak a legközelebb:
- Gare de Haguenau
- Gare de Mertzwiller